# Uno tra la folla
Uno tra la folla è un film del 1946 diretto da Ennio Cerlesi e sceneggiato dal regista insieme con Piero Tellini.

## Trama
Nord Italia durante l'occupazione nazista, Paolo Bianchi raccoglie per strada un giornale clandestino viene scambiato per un comunista, verrà perquisito e picchiato dalla polizia. Un amico riesce a liberarlo, ma ora Paolo è conosciuto tra i partigiani. Per salvarlo da ulteriori guai, l'amico gli consegna un documento che certifica la sua fedeltà all'attuale regime. Successivamente arrivano gli Alleati e lo accusano di essere un collaboratore e lo arrestano. L'amico viene nuovamente in suo soccorso.

## Produzione
Il film venne girato a Torino, negli stabilimenti della Fert. Ritenuto a lungo perduto, è stato poi ritrovato e restaurato digitalmente dal Museo nazionale del cinema di Torino e dalla Cineteca Nazionale di Roma, e il restauro presentato all'interno della rassegna Questi fantasmi 2 durante la 66ª Mostra internazionale d'arte cinematografica di Venezia.